# Marguerite Gautier-Van Berchem

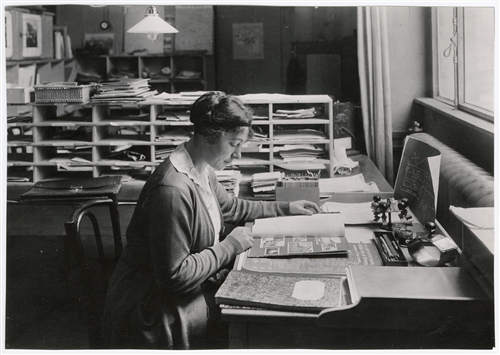
Marguerite Van Berchem

Marguerite Augusta Gautier-van Berchem (nacida Marguerite Augusta Berthout van Berchem; Ginebra, 11 de abril de 1892 - Ginebra, 23 de enero de 1984) fue una arqueóloga e historiadora del arte suiza de una familia patricia, que se especializó tanto en el arte cristiano primitivo como en el arte islámico primitivo. También fue miembro activo del Comité Internacional de la Cruz Roja (CICR) y fue una de las primeras mujeres en ocupar un puesto de alto nivel en esta institución.

## Biografía
El padre de Marguerite, Max van Berchem (1863–1921), fue un orientalista e historiador que emprendió expediciones científicas a Egipto, Palestina y Siria. Es conocido como un pionero de la epigrafía árabe, que inició el Corpus Inscriptionum Arabicarum, una importante colección de inscripciones árabes. Los abuelos paternos de Marguerite fueron Alexandre (1836–1872), quien heredó el Château de Crans en Crans-près-Céligny de su familia materna, y Mathilde (de soltera Sarasin, 1838–1917), quien heredó el Château des Bois (también llamado Turretin ) en Satigny. Ambos recibían una renta de su patrimonio. Sus familias formaban parte de una clase patricia que "recurrió a las actividades bancarias y filantrópicas a finales del siglo XIX, tras perder el control de las principales oficinas públicas de Ginebra".
El 11 de junio de 1891, Max van Berchem se casó con Lucile Elisabeth Frossard de Saugy, de 21 años. El 11 de abril de 1892 nació Marguerite. En el invierno de 1892/93, Max y Alice van Berchem viajaron juntos a Egipto, Palestina y Siria durante varios meses, pero no está claro si llevaron a Marguerite con ellos en ese viaje. Elisabeth murió el 2 de junio de 1893 en Satigny, poco después de su regreso a Ginebra, cuando Marguerite tenía poco más de un año.

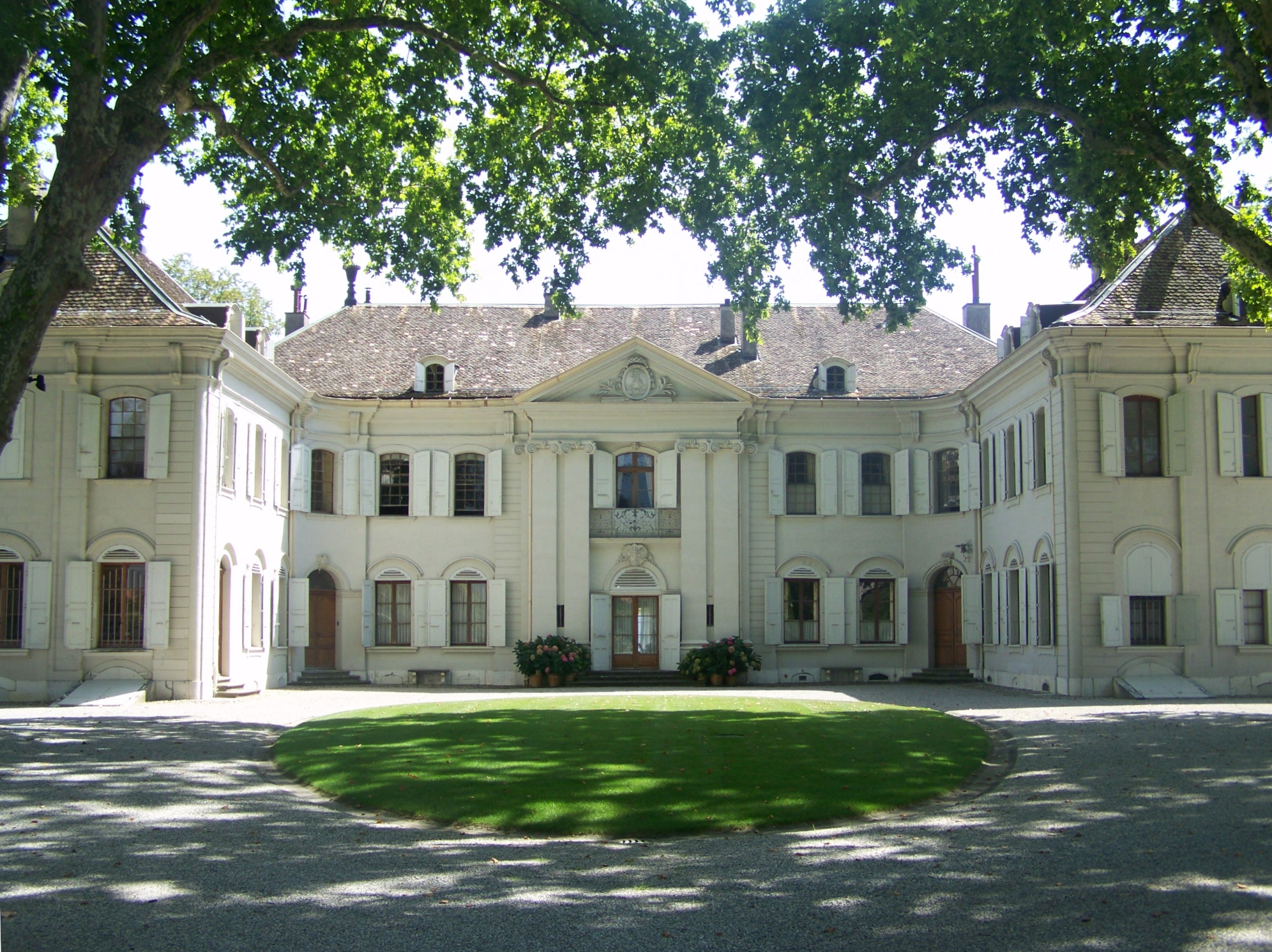
El castillo de Crans

El viudo se volvió a casar con Alice Naville y tuvo seis hijos más con ella: cinco hijas y un hijo. En la extensa correspondencia de cartas de Max van Berchem, Marguerite fue la única de sus siete hijos sobre la que escribe específicamente.
Marguerite van Berchem creció principalmente en el palacio familiar de Château de Crans en un viñedo con vistas al lago de Ginebra y "recibió una excelente educación en lenguas modernas, música y arqueología y se sintió atraída por Oriente". Debido a su entorno privilegiado, fue enviada a estudiar arqueología en la prestigiosa École du Louvre et des Hautes Etudes de París.

### Primera Guerra Mundial

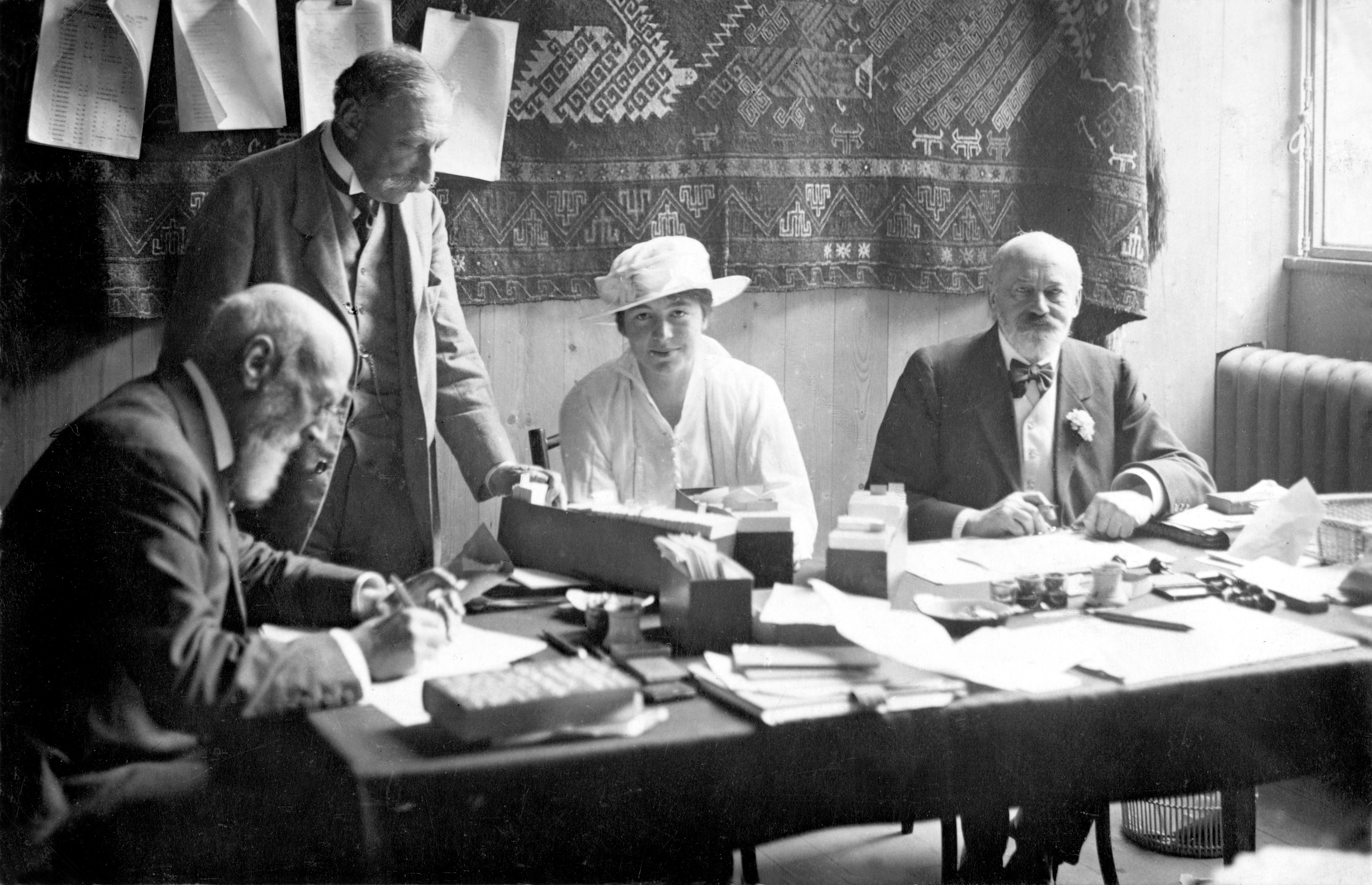
Van Berchem en la IPWA con el escritor Adolphe Chenevière, Emile Ador y Léopold Favre (de izquierda a derecha)

Poco después del estallido de la Primera Guerra Mundial en 1914, el CICR, bajo la presidencia de Gustave Ador, estableció la Agencia Internacional de Prisioneros de Guerra (IPWA) para rastrear a los prisioneros de guerra y restablecer las comunicaciones con sus respectivas familias. Muchos de los empleados eran mujeres. Este grupo incluía a mujeres pioneras como Marguerite Cramer, Lucie Odier, Suzanne Ferrière y también van Berchem:
"Marguerite van Berchem dedicó desinteresadamente su tiempo y esfuerzo al trabajo que tenía entre manos, y pronto fue nombrada jefa del Servicio Alemán, cargo que desempeñó con habilidad y eficiencia".

### Entre las guerras mundiales
A principios de 1921, el padre de van Berchem murió de neumonía a la edad de 58 años. Siguiendo lo que aparentemente era el deseo de su padre, centró su interés en los mosaicos. Vivió en Italia durante 14 años y se fue al estallar la Segunda Guerra Mundial. Sobre la base de su investigación allí, publicó en 1924 un libro sobre mosaicos cristianos de los siglos IV al X, con dibujos realizados por su hermanastra menor, Marcelle, y en colaboración con Étienne Clouzot (1881-1944).
En la segunda mitad de la década de 1920, el historiador de la arquitectura Keppel Archibald Cameron Creswell la animó a estudiar los mosaicos de la Cúpula de la Roca en Jerusalén y de la Gran Mezquita de Damasco. Como Inspector de Monumentos en la Administración del Territorio Enemigo Ocupado (OETA), Cresswell había mantenido relaciones amistosas con Max van Berchem, a quien admiraba. Los resultados de la investigación de Marguerite van Berchem sobre los dos sitios religiosos, donde su padre había realizado estudios epigráficos, se publicaron en 1932, como una parte independiente con su propio nombre en el primer volumen de la obra seminal Early Muslim Architecture de Cresswell. 
Al mismo tiempo, van Berchem siguió trabajando como voluntaria para el CICR. En 1934, por ejemplo, acompañó a sus compañeras pioneras Marguerite Frick-Cramer y Lucie Odier a Tokio, donde representaron a la organización en la XV Conferencia Internacional de la Cruz Roja.

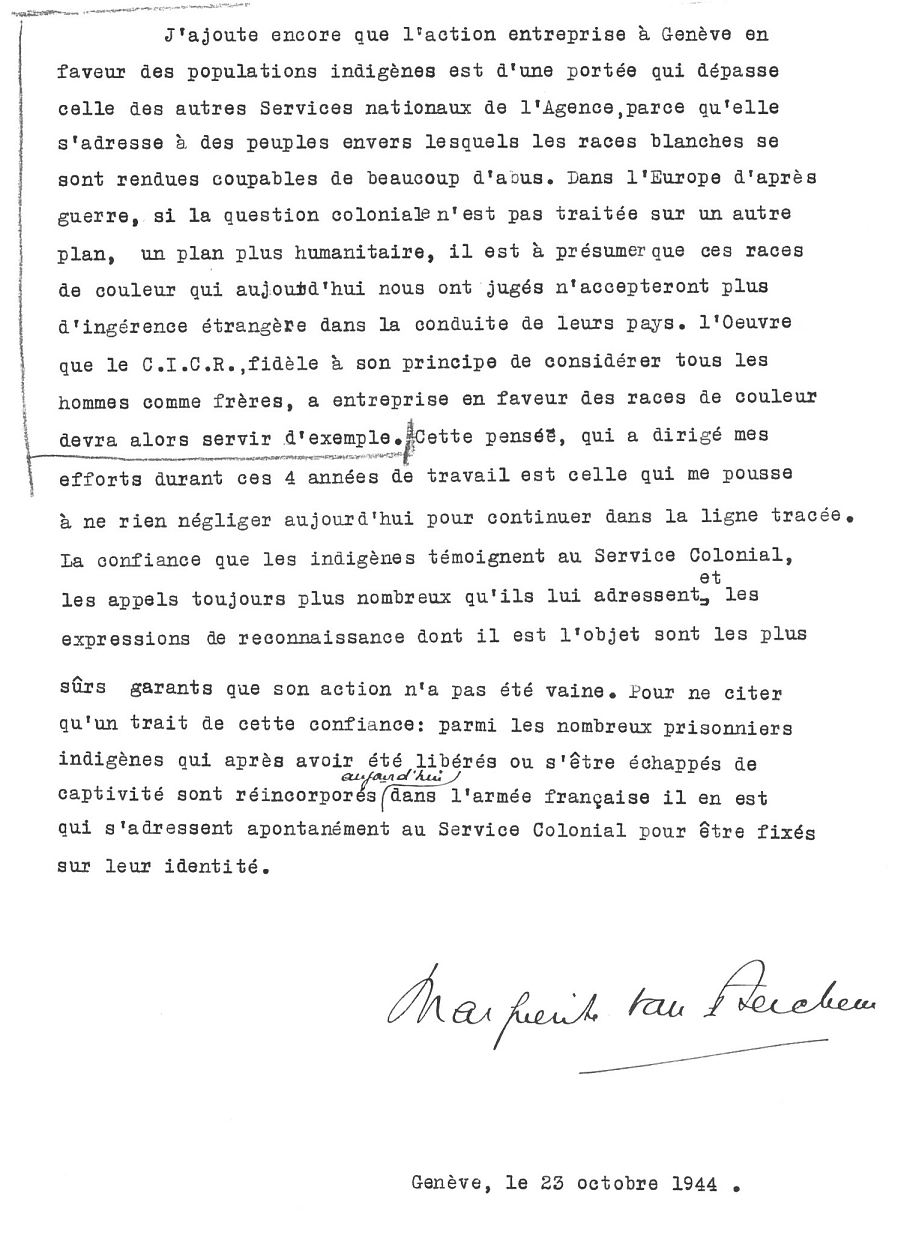
La carta del 23 de octubre de 1944 de los archivos del CICR.

Después de su regreso a Ginebra, van Berchem se unió a la Agencia Central para Prisioneros de Guerra del CICR, sucesora de la IPWA. que se basó en la Convención de Ginebra de 1929. En 1940/41, colaboró en la creación de un servicio dedicado a ayudar a los numerosos prisioneros de guerra de las colonias francesas. Para dominar los desafíos de esta tarea, reclutó a un equipo de especialistas que habían vivido en las colonias.
Desde 1943, también dirigió las secciones auxiliares de la Agencia, que al final de la guerra contaba con más de mil voluntarios en 24 ciudades suizas.

### Posterior a la Segunda Guerra Mundial

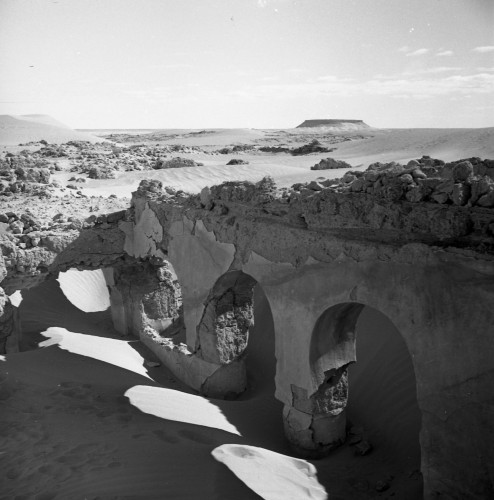
Vestigios de Sedrata - foto del proyecto de van Berchem

Un año después del final de la Segunda Guerra Mundial, van Berchem subrayó en una publicación su convicción de que "las diferencias de raza, idioma y religión no son razones que deban dividir a los pueblos, sino que existen leyes y vínculos profundos que pueden hacer que esta diversidad una gran riqueza".
Aún en 1946, van Berchem emprendió un viaje a Marruecos y Argelia. En Argel, se interesó por los estucos del Museo Nacional de Antigüedades y Arte Islámico. Las obras de arte eran de Sedrata, un sitio histórico al sur de Argel, cerca del oasis de Ouargla en el Sáhara argelino, que había sido una próspera ciudad bereber durante los siglos X y XI. Los arqueólogos franceses habían excavado partes de él a fines del siglo XIX, pero las ruinas quedaron cubiertas por las arenas del desierto y en gran parte fueron olvidadas nuevamente.

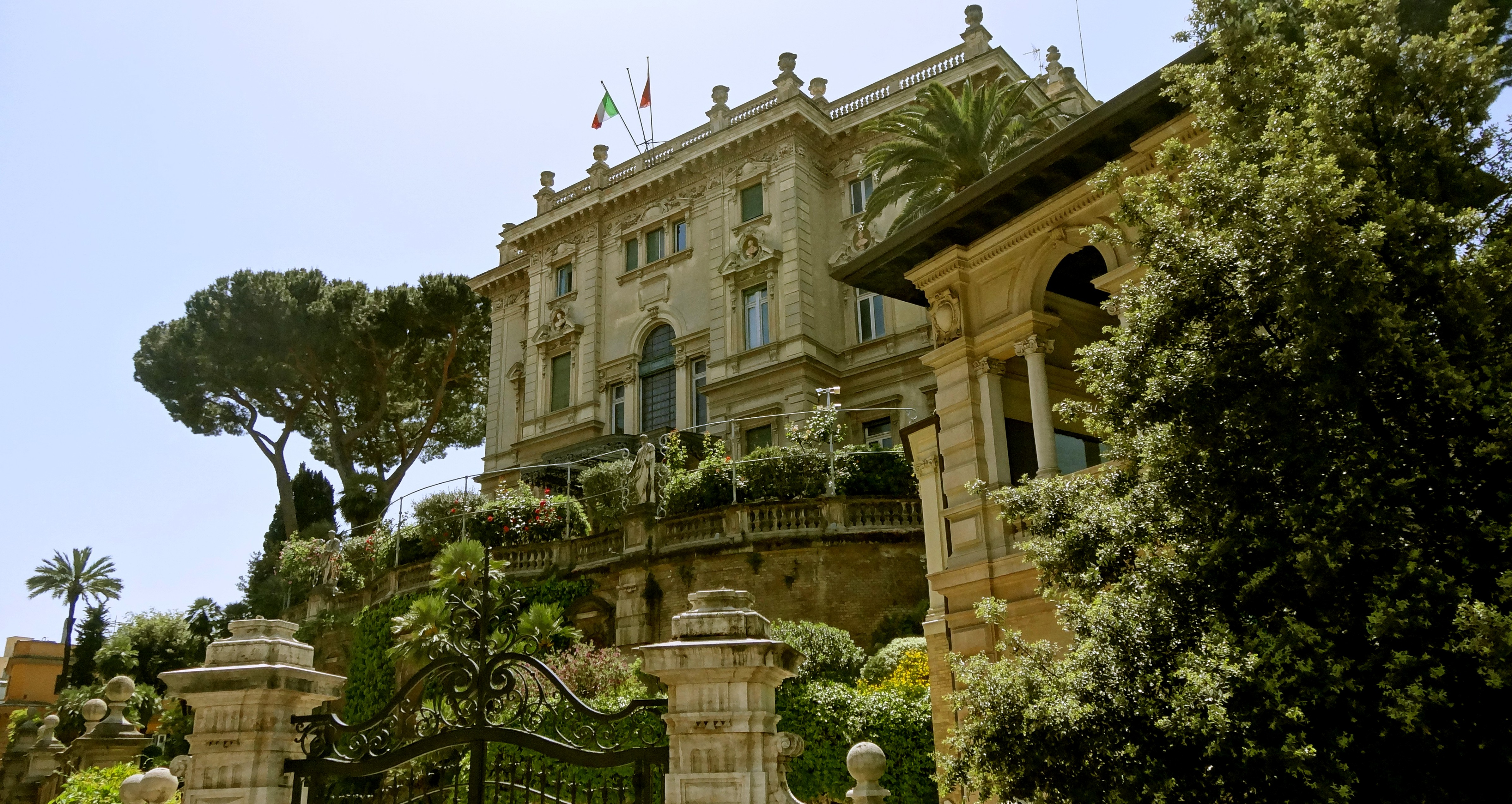
Villa Maraini

En 1948, van Berchem regresó a Roma como directora fundadora de facto del Istituto Svizzero di Roma (ISR). El Consejo Federal Suizo había decidido el año anterior establecer el instituto cultural, que tomó su sede bajo el liderazgo de van Berchem en Villa Maraini en Pincian Hill y se inauguró en 1949.
Después van Berchem emprendió un segundo viaje a Argelia en 1949 y un año más tarde una primera misión de reconocimiento a Sedrata. A esto le siguieron otras dos expediciones arqueológicas: en el transcurso de la primera, que tuvo lugar desde finales de 1950 hasta principios de 1951, utilizó la arqueología aérea para examinar la extensión del sitio, incluidas sus calles y canales. También se llevó a cabo una encuesta hidroeléctrica. Las excavaciones limitadas descubrieron un gran edificio que estaba decorado con columnas y arcos. La segunda campaña, que tuvo lugar desde finales de 1951 hasta principios de 1952, descubrió un complejo residencial con paneles de estuco finamente decorados. Se enviaron unas cincuenta cajas de hallazgos a Argel. Sin embargo, van Berchem tuvo que abandonar el proyecto por completo después del comienzo de la Revolución argelina en 1954. Una gran parte de sus hallazgos se publicaron póstumamente en 2017.

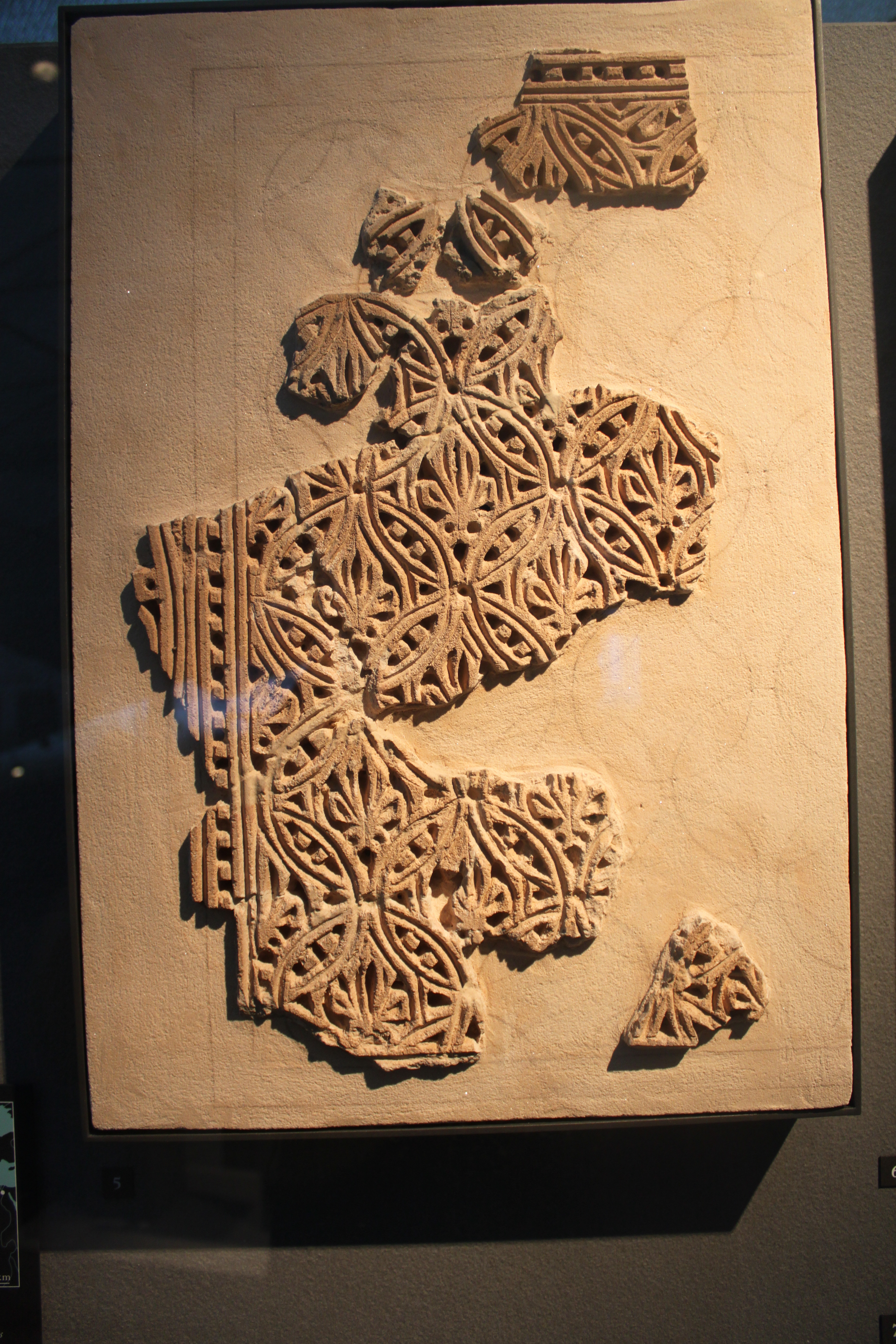
Estuco de Sedrata en el Louvre, excavado por el equipo de van Berchem.

En 1951, van Berchem fue elegida miembro del CICR, uniéndose a su primo René van Berchem, banquero, quien fue miembro del CICR de 1946 a 1955. Por el contrario, Marguerite van Berchem siguió siendo miembro regular durante 18 años. Durante su mandato, llevó a cabo misiones en varios países, por ejemplo, en Nepal y Jordania. 
En 1966 se casó con el banquero Bernard Gautier.
En julio de 1969, Gautier-van Berchem, a la edad de 77 años, emprendió otra misión para el CICR, cuando ella y un delegado del CICR visitaron a tres palestinos que estaban detenidos en una prisión de Zúrich por el ataque al vuelo 432 de El Al. El avión israelí fue atacado por cuatro miembros de la organización militante Frente Popular para la Liberación de Palestina, mientras se preparaba para despegar en el Aeropuerto Internacional de Zúrich en Kloten. Un miembro de la tripulación y un asaltante murieron, mientras que varios israelíes resultaron gravemente heridos.

## Muerte

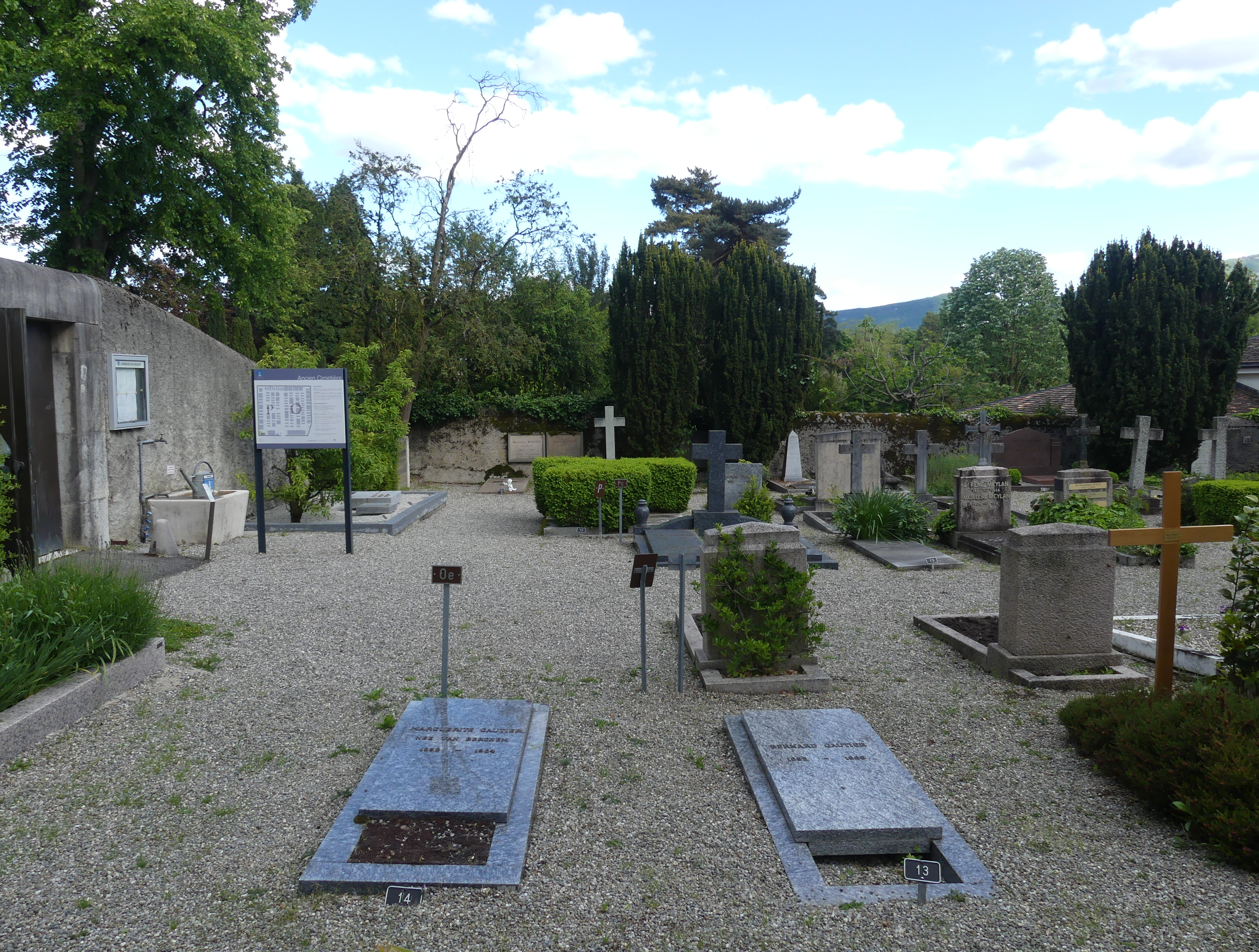
Las tumbas de Gautier-van Berchem (izquierda) y su esposo con la tumba de su padre al fondo, marcada por un obelisco blanco.

Gautier-van Berchem murió el 23 de enero de 1984 a la edad de 91 años. A su muerte, el exvicepresidente del CICR, Jean Pictet, escribió en un obituario que fue publicado por el Journal de Genève, que decía:

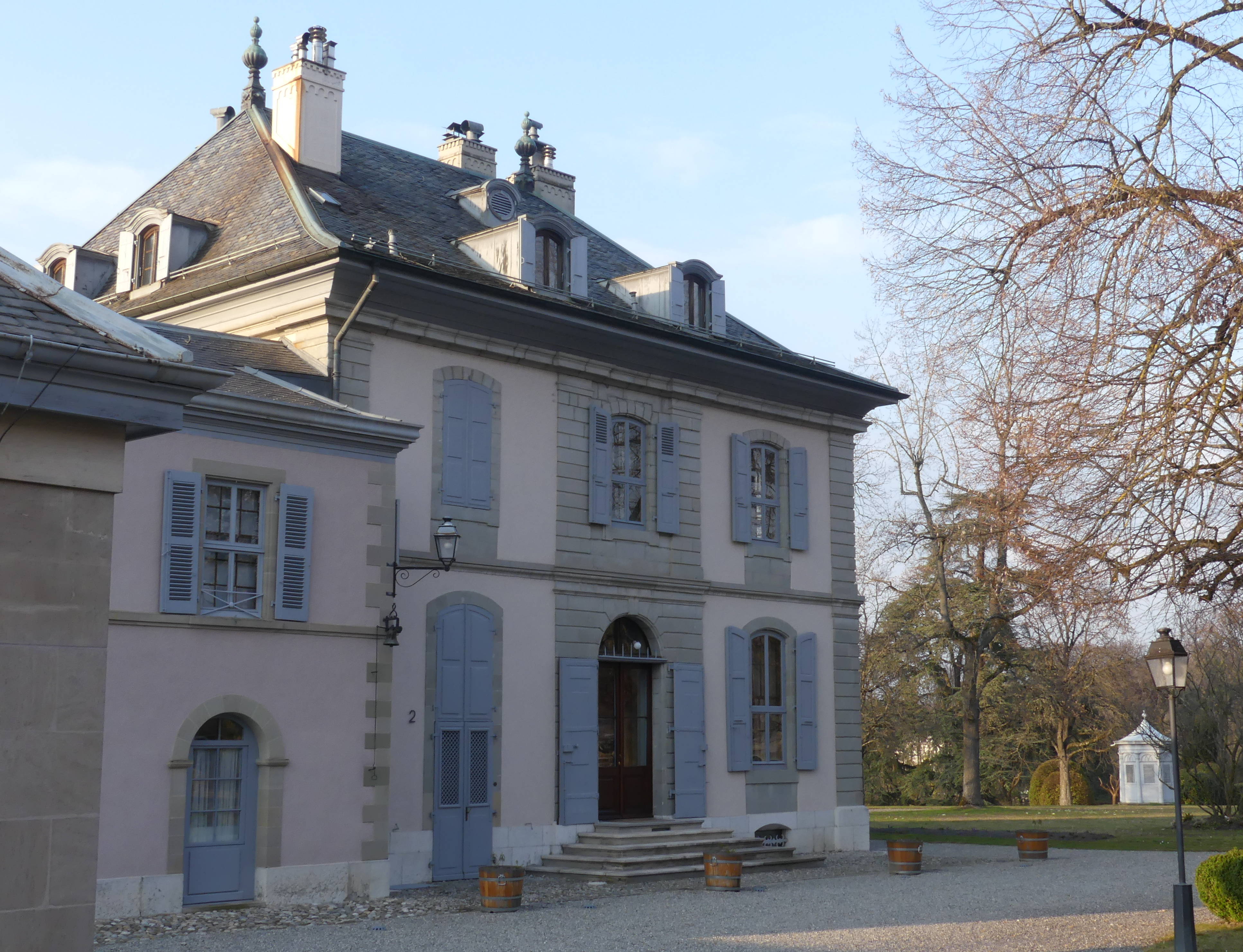
Villa Saladin

"Nacida en Ginebra, encarnó admirablemente este ‹espíritu ginebrino›, reflexiva y reservada, voluntariamente rebelde y cáustica, pero también generosa y capaz de buenas causas. Ella era la heredera de esta tradición científica y humanista que, aristocrática o popular, es la herencia común de todos los ginebrinos".
Su marido, Bernard Gautier, también murió en 1984. Sus tumbas están en el Ancien Cimetière de Cologny, donde también está enterrado su padre.

## Legado
En 1973, Gautier-van Berchem, que no tenía herederos inmediatos propios, donó la Villa Saladin-van Berchem a la Confederación Suiza. Aunque había sido propiedad de la familia Saladin durante siete generaciones, Gautier-van Berchem no lo había heredado de esa parte de su familia, sino que lo compró en 1955. Como no quería que la finca, construida en 1715 en la meseta de Frontenex en Colonia con vistas al lago de Ginebra, cayera en manos extranjeras, se la entregó al gobierno con la condición de que el estado del conjunto arquitectónico fuera inalienable. La villa ha servido desde entonces como residencia del representante permanente de Suiza ante la Oficina de las Naciones Unidas en Ginebra.

## Trabajos seleccionados

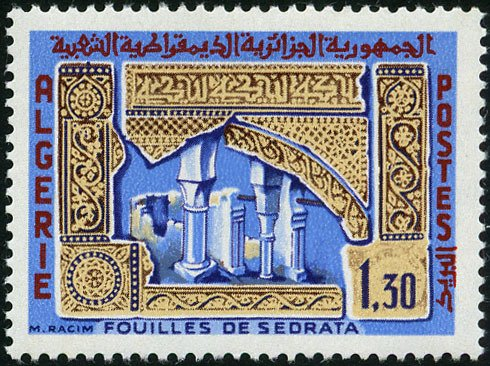
Sello argelino de 1967 en honor a las excavaciones de Sedrata

- Mosaïques Chrétiennes du IVme au Xme Siècles, with Etienne Clouzot. Geneva 1924
- The Mosaics of the Dome of the Rock at Jerusalem and of the Great Mosque at Damascus. In: Keppel Archibald Cameron Creswell: Early Muslim Architecture Vol. 1. Oxford 1932, pp. 152–252
- Les Sections auxiliaires du Comité international de la Croix-Rouge, Geneva 1947
- Deux campagnes de fouilles à Sedrata en Algérie. In: Comptes rendus des séances de l’Académie des Inscriptions et Belles-Lettres 1952, pp. 242–246
- Sedrata. Un chapitre nouveau de l'histoire de l'art Musulman. Campagnes de 1951 et 1952, in: Ars Orientalis, Vol. 1 (1954), pp. 157–172
- Sedrata et les anciennes villes berbères du Sahara dans les récits des explorateurs du XIXème siècle, in: Bulletin de l’Institut Français d’Archéologie Orientale, Vol. 59 (1960), pp. 289–308
- Palmettes, rosaces et bordures dans les décors de Sedrata, L.A. Mayer Memorial Volume (1895–1959), in: Eretz Israël: Archæological, Historical and Geographical Studies, Vol. 7 (1964), pp. 6–16.
- Le palais de Sedrata dans le désert saharien. In: Studies in Islamic Art and Architecture, in honour of Professor K.A.C. Creswell. Cairo 1965, pp. 8–29
- Anciens décors de mosaïques de la salle de prière dans la Mosquée des Omayyades à Damas. In: Mélange offerts à M. Maurice Dunand (= Mélanges de l’Université Saint-Joseph 46). Beirut 1970, pp. 287–304
- La Jérusalem musulmane dans l'œuvre de Max van Berchem, con Solange Ory, Lausana, 1978
- Muslim Jerusalem In The Work Of Max van Berchem, con Solange Ory, Fondation Max van Berchem, Génova,1982